# Schloss Brunegg
Das Schloss Brunegg ist ein kleines burgähnliches Schloss in der Gemeinde Brunegg im Schweizer Kanton Aargau.
Es befindet sich rund 120 Meter über dem Dorf Brunegg am Ende eines felsigen Ausläufers des Chestenbergs. Der Berggrat fällt unmittelbar östlich des Schlosses steil in die Ebene des Birrfelds ab. Das Schloss besteht aus der Hauptburg mit Wohntrakt aus dem 13. Jahrhundert, einer Gartenanlage aus dem 19. Jahrhundert sowie zwei Ökonomiegebäuden. Anfang des 19. Jahrhunderts verringerte man die Höhe des Burgturms und vereinte dieses Gebäude mit dem Palas durch den Bau eines Zwischentrakts.

## Geschichte
Im 13. Jahrhundert liessen die Habsburger auf der leicht zu verteidigenden Felsflanke eine Burg errichten, um die Südseite ihres Kernlandes, das Eigenamt, zu schützen. Das Burglehen vergaben die Habsburger an die Schenken von Brunegg. Als erster namentlich bekannter Besitzer wird Wernher von Brunegg genannt, der 1270 starb. Weitere Besitzer waren die Ritter von Hedingen, die Herren von Trostburg und die Gessler von Meienberg. Danach kam Brunegg an die Herren von Friedingen.
1415 eroberte die Stadt Bern den westlichen Teil des Aargaus; Brunegg war eine der wenigen Burgen, die Widerstand leisteten. Bern zog 1470 das Lehen ein und verlieh es 1472/73 an die Familie Segesser aus Mellingen AG. Als 1528 im Berner Aargau die Reformation eingeführt wurde, verkauften die katholisch bleibenden Segesser von Brunegg die Burg wieder an Bern. 1626 und 1664 wurde sie durch Naturgewalten stark beschädigt.
Als Rechtsnachfolger übernahm der neue Kanton Aargau die Burg im Jahr 1804. Diese wurde 1805/06 zu einem Schloss umgebaut und einige Jahre lang als Pflegeanstalt genutzt. Seit 1815 befindet sich das Schloss Brunegg im Privatbesitz, erst der ursprünglichen Lenzburger Patrizierfamilie Hünerwadel, dann im Erbweg seit 1945 bis heute der Familie von Salis. Berühmter Bewohner war der Historiker Jean Rudolf von Salis; heutiger Eigentümer ist sein Sohn, der Arzt Thomas von Salis.
Der Journalist und Feuilletonist Manuel Gasser verbrachte von 1969 bis 1979 seinen Lebensabend im Pförtnerhaus. Nach ihm bezog dieses der Schriftsteller Hermann Burger (und starb dort 1989 durch Suizid). Burger setzte in seinem 1989 erschienenen Roman Brenner dem Schloss ein literarisches Denkmal, dort als «Brunsleben» bezeichnet.

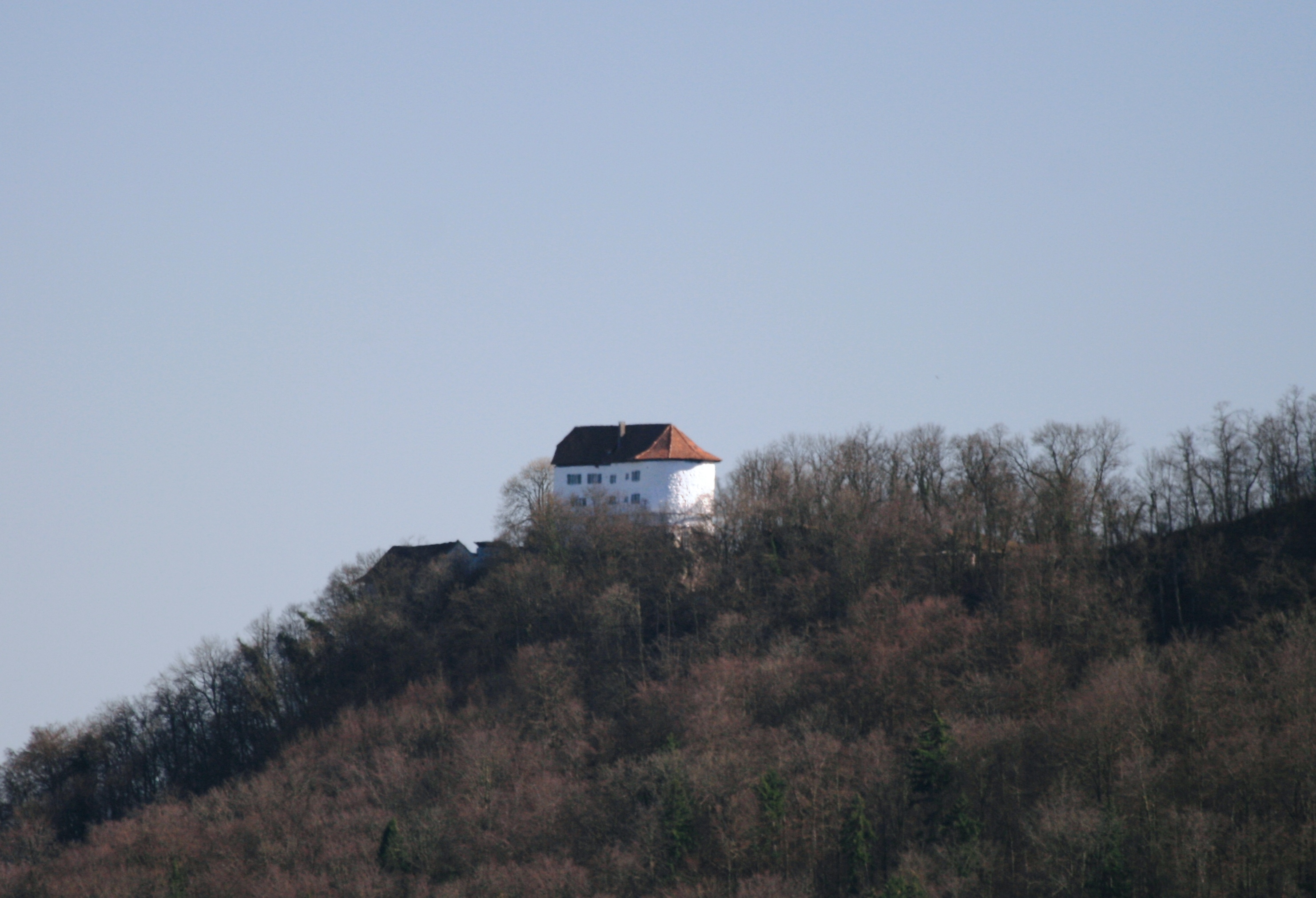
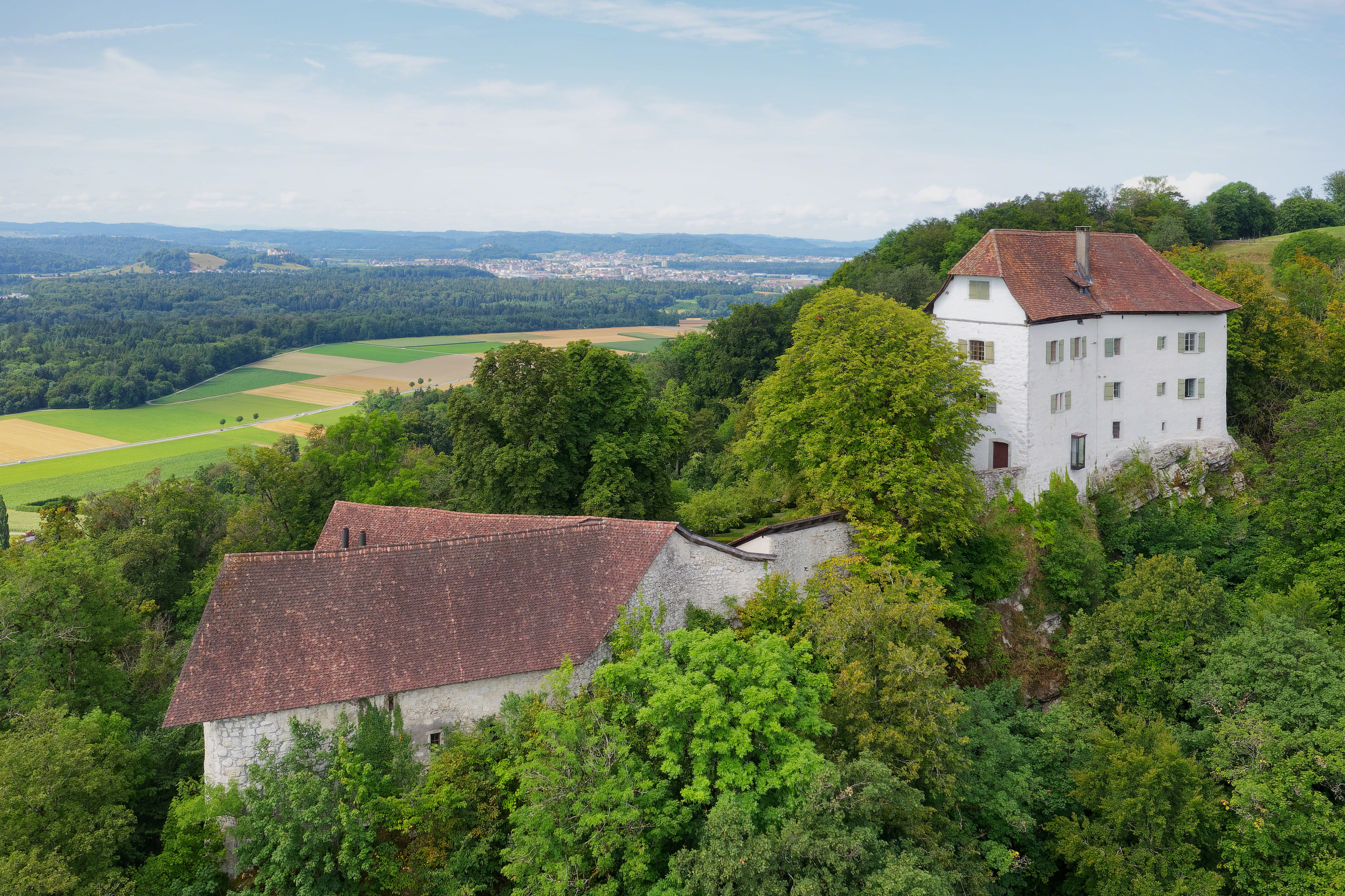